# Mahmood Madani

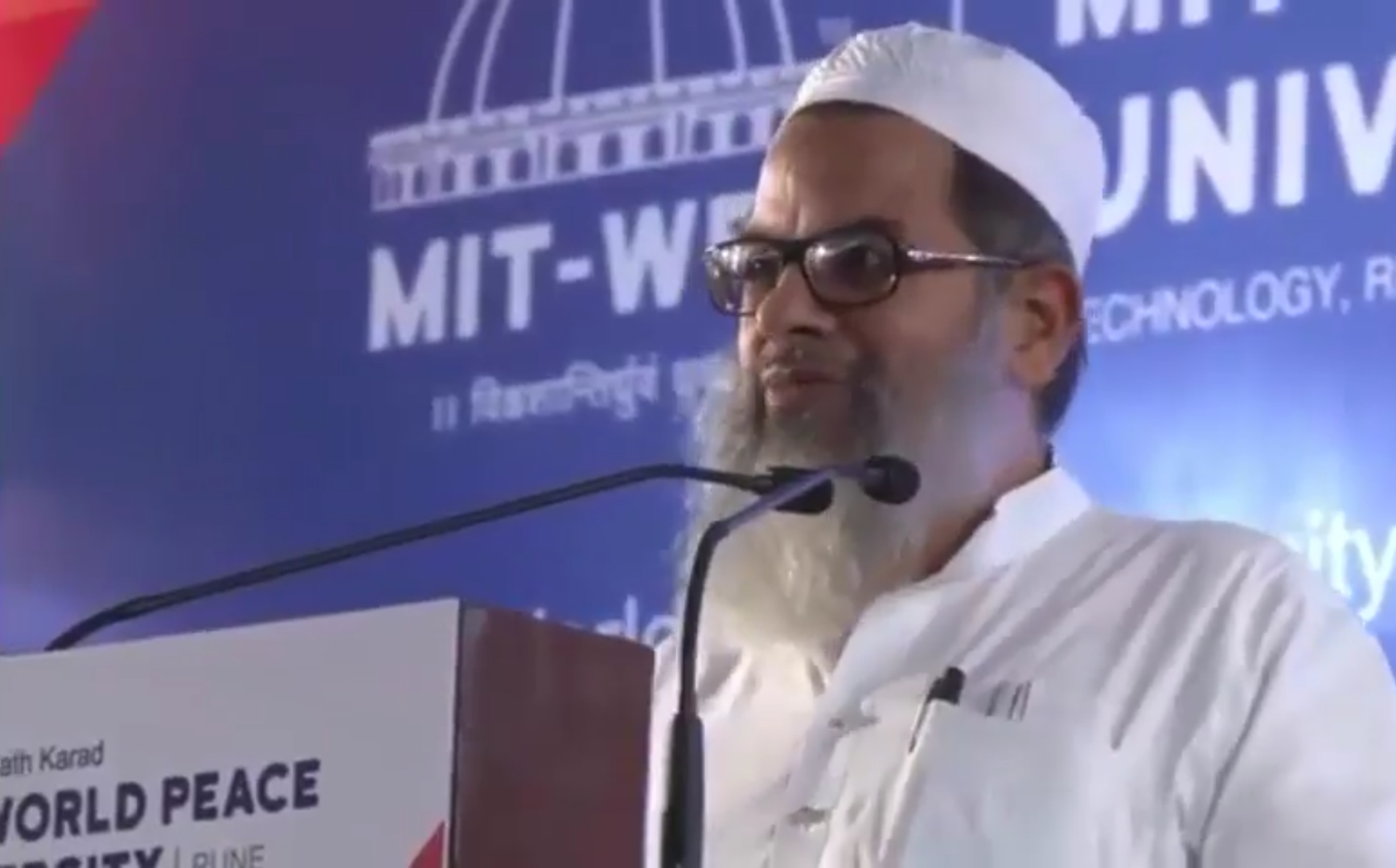
Mahmood Madani

Scheich Mahmood Madani, arabisch محمود المدني, Maḥmūd Madanī (geb. 3. März 1964) ist ein indischer islamischer Gelehrter und Politiker. Er ist Generalsekretär der Jamiat Ulema-e-Hind, einer der wichtigsten islamischen Organisationen in Indien, und ein Mitglied des indischen Parlaments.

## Leben
Er war am 13. Oktober 2007 einer der 138 Unterzeichner des offenen Briefes Ein gemeinsames Wort zwischen Uns und Euch (englisch A Common Word Between Us & You), den Persönlichkeiten des Islam an „Führer christlicher Kirchen überall“ (engl. „Leaders of Christian Churches, everywhere …“) sandten.
2009 wurde er in der Liste der 500 einflussreichsten Muslime des Prinz-al-Walid-bin-Talal-Zentrums für muslimisch-christliche Verständigung der Georgetown University und des Royal Islamic Strategic Studies Centre von Jordanien aufgeführt.

## Video
- youtube.com (Maulana Mahmood Madani gives Indian Muslim answer to General Pervez Musharraf)